# Play with Me (альбом)
Play With Me — дебютный сольный студийный альбом участницы группы Aqua Лене Нюстрём Растед, выпущен в 2003 году.

## Об альбоме
Play With Me отличается от записей группы Aqua, склоняясь в сторону R&B звучания. Альбом плохо продавался в Скандинавии, заняв только #74 место в Норвежских чартах.

## Список композиций
1. Virgin Superstar (3:24)
2. Pretty Young Thing (4:24)
3. It's Your Duty (3:06)
4. Play With Me (3:05)
5. Bad Coffee Day (4:44)
6. Here We Go (3:43)
7. Bite You (3:29)
8. Up In Smoke (3:38)
9. We Wanna Party (3:18)
10. Pants Up (3:31)
11. Surprise (3:01)
12. Scream (3:44)

## Участники записи
- Лене Нюстрём Растед — вокал
- Сёрен Растед — продюсер, барабаны, бас
- Sebastian Nylund — продюсер, гитара, бас
- Andy Strange, Ash Howes, Ben Chapman, Jeremy Wheatley, Jong Uk Yoon — микширование
- Adam Phillips, Paul Dunn, Henrik Jonback, Jeremy Shaw — гитара
- Felix Howard, Angela Hunte, Karen Poole, Tracy Ackerman — бэк-вокал
- Kevin Guamieri, Pete Hoffman, Kien M. — инженер